# Cicero
För andra betydelser, se Cicero (olika betydelser).

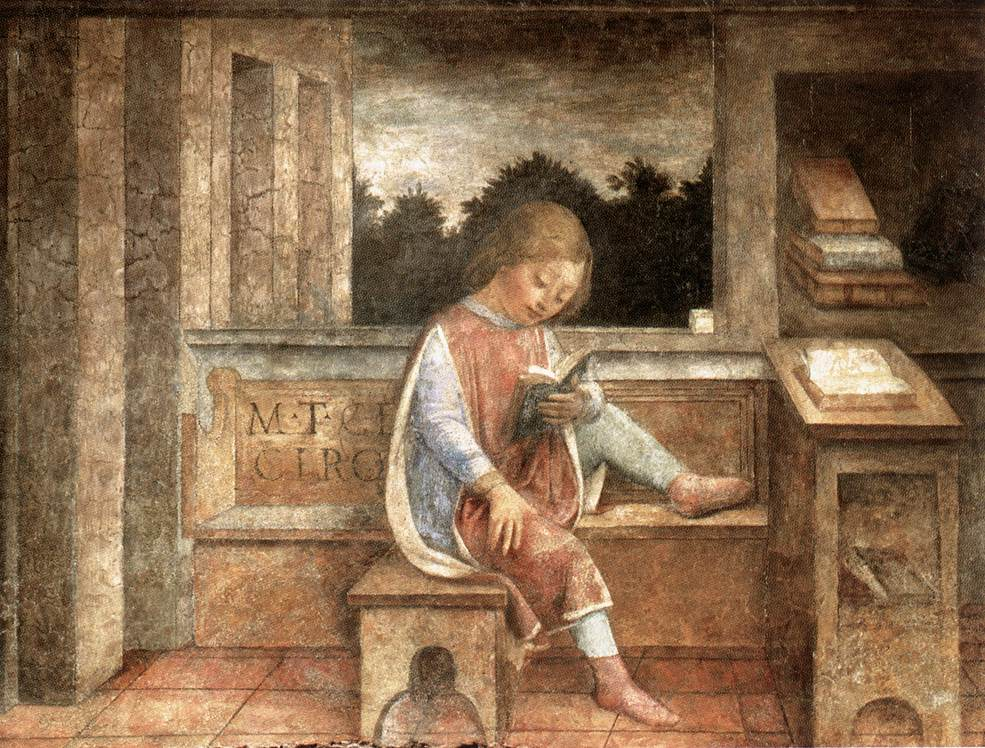
Den unge Cicero, målning av Vincenzo Foppa.

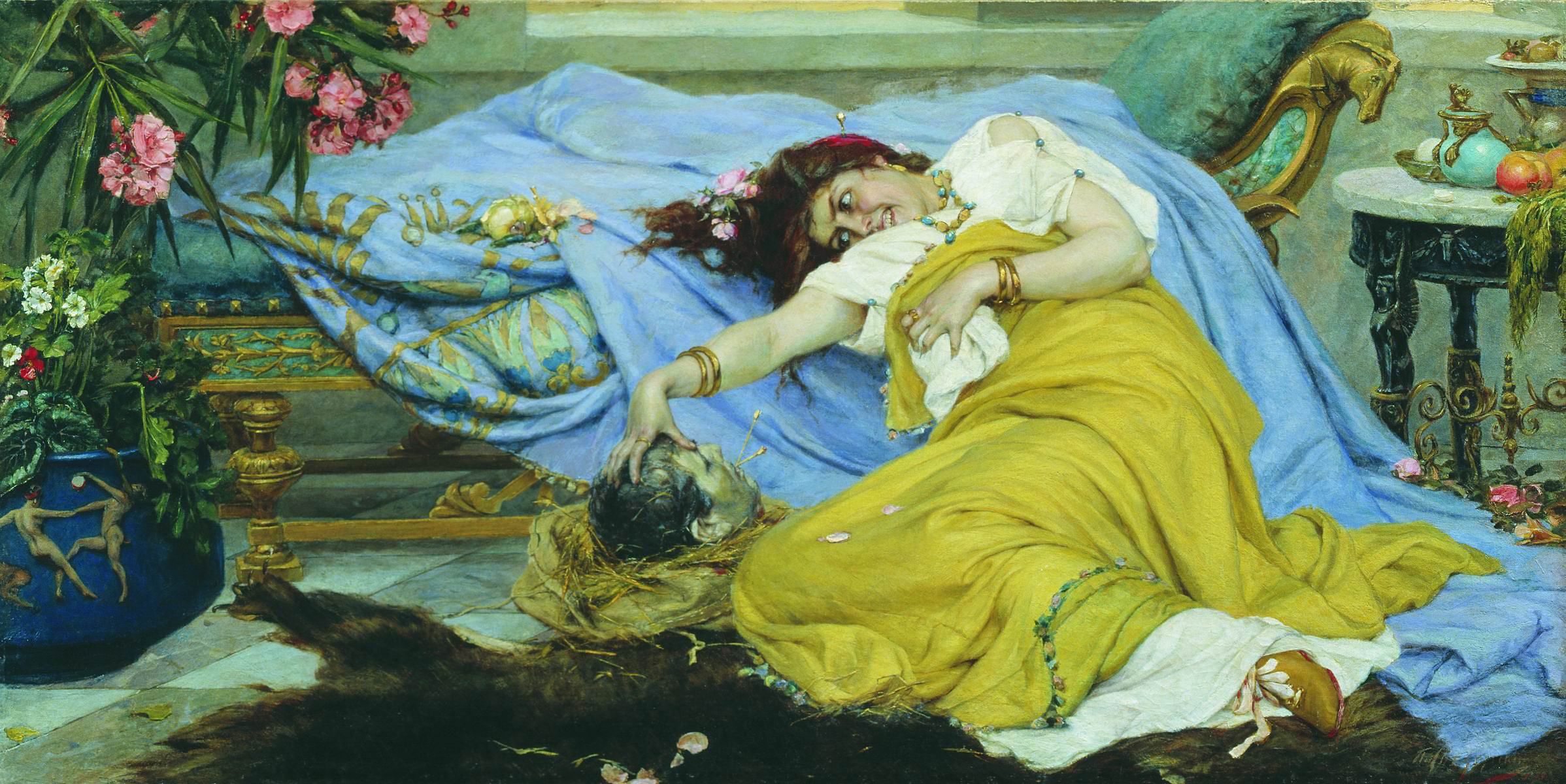

Marcus Tullius Cicero, ibland endast Cicero (uttalas ['kɪ:kero] på antikt latin), född 3 januari 106 f.Kr. i Arpinum (nuvarande Arpino), död 7 december 43 f.Kr. i Formiae (dagens Formia), Lazio, var en romersk retor, författare och politiker. Han skrev tal, brev och böcker om retorik och filosofi. Cicero var gift med Terentia och hade två barn, dottern Tullia och sonen Marcus Tullius Cicero Minor. Bror till Quintus Tullius Cicero. Cicero var, tillsammans med Cato den yngre, den kanske mest begåvade politikern under sin samtid.

## Biografi

### Barndom och ungdomsår
Cicero var en uppkomling ur riddarståndet och hans familj var inte någon politikersläkt. Som ung studerade han grekisk filosofi och retorik och gjorde sig känd som en mycket enveten och extremt begåvad student och talare. Han studerade i Grekland och deltog i bundsförvantskriget 92–89 f.Kr. Efter denna upplevelse blev den unge Cicero pacifist och han beslöt sig för att aldrig mer tjäna i det militära. Istället blev han, till skillnad från sina förfäder, advokat.

### Karriär som politiker
Året efter inbördeskrigets slut blossade nya strider upp, nu mellan den konservativa senatsfraktionen under general Sulla och de revolutionära popularerna under Marius, som i åratal dominerat huvudstaden tack vare sitt stöd i folkförsamlingarna. Sedan striderna avgjorts 82 f.Kr. till Sullas och de konservativas fördel, verkade Cicero som advokat och försvarade Sextus Roscius, en tidigare Sullafiende, anklagad för mord på sin fader. Det ryktades att hela Rom visste att Sulla låg bakom mordet, men av rädsla för diktatorn ville ingen mer känd advokat åta sig fallet. Cicero, som senare skulle göra sig känd och högt aktad som en konservativ republikan, avskydde trots det Sullas envälde och genom en rad oerhört skickligt framlagda tal lyckades han få över opinionen på sin sida under den offentliga rättegången. Roscius frikändes och en Chrysogonus, en av Sullas närmaste, blev istället fälld, dömd till döden och avrättad. Genom sin talförmåga, sin trofasthet till republiken och sitt förakt för överheten och ovilja att foga sig ens under hot om döden gjorde rättegången Cicero känd över hela Italien. Även om han senare skulle väljas till höga poster stödd på ett konservativt och traditionalistiskt program hade han bevisat sitt hat mot auktoriteten. Därmed var också hans framtid säkrad.
Cicero valdes som quaestor 75 f.Kr. och tjänade på Sicilien, där befolkningen klagade över ståthållaren Gajus Verres omfattande övergrepp och utplundring av provinsen. Cicero åtog sig att väcka åtal mot Verres och vann omåttligt folkligt stöd på Sicilien.
Han väckte såväl fruktan som beundran hemma i Rom sedan han lyckats få Verres fälld och landsförvisad, till stor del beroende på sin talskicklighet och sin förmåga att få massorna med sig. Han hälsades som en av sin tids största retoriker och som fiende såväl till den korrumperade överheten som de revolutionära Pompejus och senare Caesar. 
Han sågs som en uppkomling och föraktades av Cato d.y. och den konservativa nobiliteten, trots att dessa skulle behöva förtrösta sig på Cicero när nöden krävde.
69 f.Kr. valdes Cicero till edil och 66 f.Kr. till pretor, en av de högsta domstolspresidenterna. 64 f.Kr. ställde han upp i valet till konsul, utmanad av en av förra årets favoriter, Catilina, en patricier med förankringar inom de lägre klasserna som stödde hans politik med skuldavskrivningar och brödutdelning på programmet. Cicero föraktade Catilina som en populist och uppkomling, och vann såväl med sina tidigare meriter som sin mästerliga retorik över en majoritet på sin sida och vann en förkrossande seger. Han lyckades även övertala Antonius Hybrida att ställa upp i valet och sedan även denne lyckats få fler röster än Catilina såg denne ämbetet glida ur sina händer.

### Sammansvärjningen och landsförvisningen
Ett hårt slag mötte Cicero när han under sitt år som konsul avslöjade en sammansvärjning av Catilina, som tidigare misstänktes för att ha konspirerat mot staten. Den catilinska sammansvärjningen, som involverade Ciceros vän och Marcus Antonius styvfar Publius Cornelius Lentulus Sura slogs ner ovanligt hårdhänt av Cicero, som förklarade de sammansvurna som fiender till den romerska staten. Cicero redogjorde för senaten vad han visste om sammansvärjningen i de fyra talen mot Catilina. Processen, som inkluderade avrättning av Catilinas ledande anhängare (bland dem Sura, som Cicero personligen åtföljde till statsfängelset för verkställande av domen) utan formell rättegång, gav Cicero både stort gehör för sin handlingsfasthet men det blod som spillts skulle förfölja honom under åratal efteråt. Catilina själv hade flytt staden efter ett av Ciceros mest berömda tal, där han drev de ledande sammansvurna från staden genom en häftig rad orationer där han attackerade de sammansvurna som statens och folkets fiender.
Han åtalades av Publius Clodius Pulcher och förvisades 58 f.Kr. men återkallades efter det att domen upphävts året efter och tjänade i slutet av 50-talet f.Kr. som ståthållare i Kilikien, medan förhållanden i Rom började krackelera mellan Pompejus, som genom en allians med Caesar och den rike patriciern Crassus tillskansat sig så mycket auktoritet att hans inflytande styrde Rom. Sedan Caesar erövrat hela Gallien vid samma tidpunkt och genom sin militära närvaro vid Italien hotade Pompejus ställning så kraftigt beslöt de konservativa och Cato d.y. att sluta sig till Pompejus. Cicero gjorde även detsamma men förblev mer passiv. Han tillbringade åren under det politiska stilleståndet i sitt gods på landsbygden där han skrev böcker om retorik och om livsföring.
Sedan Pompejus och de ultrakonservativa drivit Caesar till ruinens brant med hot om åtal för förräderi och att förklaras en statsfiende valde den senare öppet krig. För att undkomma katastrofen flydde Pompejus, åtföljd av Cicero till Grekland där en här byggdes upp. Sedan Caesar säkrat kontrollen över Italien, Provence och Spanien gick han över till Balkan och besegrade de konservativa i slaget vid Farsalos. Cicero, som inte bidragit personligen, överlämnade sig efter slaget till Caesar tillsammans med bland andra Brutus och benådades.

### Död
Trots att Cicero aldrig mer kom att bekämpa Caesar fysiskt eller verbalt, fortsatte han att hata[källa behövs] mannen som störtat republiken han tidigare riskerat sitt liv för att försvara. Sedan Brutus och Cassius konspirerat med ett 60-tal senatorer och mördat Caesar den 15 mars år 44 f.Kr., skrev Cicero ett brev till Gaius Trebonius efter händelsen. "Jag önskar att jag deltagit vid den utmärkta middagen kvällen före Idus Martiae". Efter mordet försökte han driva de mer konservativa elementen i senaten och Caesars oväntade arvtagare Octavianus mot Marcus Antonius, vars farbror var en av de sammansvurna i Catilinakonspirationen. Hans fjorton filippiska tal, ämnade att piska upp stämningen mot Antonius, blev legendariska. Planen misslyckades dock, då senatens galjonsfigurer Hirtius och Pansa, konsuler under året efter mordet på Caesar, stupade i strid med Antonius vid Mutina, varpå Octavianus tog över deras arméer och omedelbart slöt fred med Antonius och den tredje maktspelaren, Markus Aemilius Lepidus som föredragit att hålla sig passiv. De tre utropade en militärjunta, ett triumvirat, och mer eller mindre tvingade senaten att acceptera nyordningen. Den första ordern var att, av ekonomiska och politiska skäl göra upp med juntans fiender (proskriptioner) och då Ciceros ställningstagande för de sammansvurna kom fram i ljuset fördes hans namn som det första upp på den lista över 200 senatorer och 4 000 militärer som spikades upp på senatshusets portar. Cicero flydde österut för att ansluta sig till Cassius och Brutus men hanns upp i södra Italien av triumviratets utsända mördare där en av hans slavar pekade ut honom. Cicero halshöggs i sin bärstol, händerna som skrivit de filippiska talen och huvudet som uttalat dem spikades upp på talarstolen på Forum. Antonius hustru Fulvia sägs ha ryckt ut Ciceros tunga och genomborrade den med sin hårnål som en sista skymf mot talaren.
Eftervärldens dom över Cicero har tidvis varit hård. Den tyske historikern och nobelpristagaren Theodor Mommsen karakteriserade Cicero som "en man utan insikt, åsikt och avsikt".

## Talaren Cicero

Opera omnia 1566.

Cicero var en romersk statsman, advokat, talare och retoriker, som anses vara den mest inflytelserika personen inom retorik i västvärlden. Cicero var en flitig författare och utövare av retorik; hans teorier om ett effektivt uttryckssätt samt hans anföranden blev standarder för konstnärliga uttryck. Hans tal och retoriska teori tjänar i dag inte bara som modell, utan säger även mycket om det sociala och kulturella klimatet som rådde i romarriket. Ciceros andra skrifter i filosofi och etik och hans hundratals personliga brev till vänner och till inflytelserika politiska personer utgör den mest omfattande mängd information för studier av individer inom den klassiska retoriken. Under åren 56–44 f.Kr. skrev Cicero många av sina mest betydande retoriska verk.
Rhetorica är ett samlingsnamn på alla avhandlingar Cicero skrev inom ämnet retorik. Hans tidigaste avhandling, De inventione (86 f.Kr.), var ett av de viktigaste verken under medeltiden. En stor del av denna avhandling ägnas åt disposition och retorisk komposition. De Oratore (55 f.Kr.) är allmänt betraktad som Ciceros största avhandling inom retorik och förblir en av de viktigaste redogörelserna för retorikens plats i samhället. De Oratore har sedan renässansen varit populär tack vare dess retorikinnehåll, men även som lärobok inom humaniora. Brutus (46 f.Kr.) är en historiskt värdefull avhandling i Ciceros Rhetorica-samling, då Cicero använder arbetet till att diskutera talares kompetenser genom att nämna framstående romare. Utan detta arbete skulle mycket av vår kunskap inom retorik och talekonst vara betydligt mer begränsad. Orator (46 f.Kr.) skrevs efter De Oratore och innehåller bland annat en fortsatt diskussion om vilka kvaliteter en idealisk talare skall äga samt stora delar av respons mot kritiken han fick av sin samtid gällande De Oratore. Cicero skrev även Topica (44 f.Kr.) som ofta anses vara en avhandling inom filosofi, men bland orden avslöjar Cicero sina tankar om släktskapet mellan filosofi och retorik.
Det är Cicero, mer än någon annan, som har fört vidare traditionerna inom talgenren genus deliberativum, den politiska retoriken. Även i dag – i det dominerande massmediesamhället – förekommer begrepp som fått sin utformning hos greker och romare och Cicero anses vara en av de viktigaste källorna. Kännetecknande för ett Cicerotal var synonymernas mängd.
Cicero höll många tal – arga, bittra, förbannade och sanslöst roliga. Om man ska analysera Ciceros tal, får man tänka på att inte bara analysera innehållet utan även framförandet. Många gånger var den övertygande formen som talaren använde sig av viktigare än bevisföringens hållbarhet. Ciceros talekonst byggde på den konstnärliga perioden. Satserna ställdes bredvid varandra; en sats underordnades en annan, leden växte, varje led i en sats balanserades av ett annat; om ett substantiv fick ett bestämningsord fick nästa substantiv också ett, för annars skulle harmonin och balansen inte finnas där; om ett subjekt fick tre mer eller mindre likabetydande predikat borde nästa subjekt också ha tre predikat, för annars skulle meningen halta. Detta är alltså gjort med beräknande konst, just beräknande, för konsten var att dölja sin konst, och i antikens retorskolor lärdes allt detta ut och blev till en vana.
Att Cicero var uppskattad bland sina kollegor i senaten för sin talförmåga och att han blev känd som en av ledarna för de konservativa kan ha vissa särskilda faktorer. Inom ramen för ett rådgivande organ är det rimligt att anta att ledarskap och självkänsla är viktiga delar för att kunna påverka beslutsfattandet. I avsaknad av överläggning måste några andra faktorer bli inräknade. En sådan faktor när det gällde Cicero var nog hans retoriska uppfinningsrikedom. Hans tal illustrerade en nivå av kreativitet som överträffade andra talare från samma tidsperiod. I det första av Talen mot Catilina, till exempel, övergav Cicero praxisen och öppnade med en rad känsloladdade frågor istället för med en lugn inledning, exordium.
| ” | Hur länge ska du missbruka vårt tålamod, Catilina? Hur länge ska ditt vanvett få driva sitt spel bland oss? Hur länge ska din fräckhet ges fria tyglar? | „ |

Därutöver var han, mer än någon av hans samtida, en mästare, inte bara för berättande och stasis, men även ethos, vilket han använde effektivt på två sätt: att skildra sina kunder i de mest förmånliga termer och förstöra sina motståndares karaktärer och personligheter. En annan faktor kan mycket väl ha varit hans förmåga att framställa sig själv till folket som anhängare till populära värden samtidigt som han arbetade med att upprätthålla status och privilegier för makteliten. Denna förmåga borde ha haft påtagliga fördelar för aristokratin.
Hur Cicero utförde sina tal, actio, är det ingen levande människa som vet, men enligt Quintilianus (cirka 35–95) i Institutio Oratora, närmade sig Cicero juryn "inte med entusiasm av en advokat, utan snarare med ett övertygande vittnesmål från ett vittne". Samtidigt användes ethos mot motståndarna, vilket resulterade i hätska angrepp på karaktär, eller ad hominem-argument. Vad detta betyder i praktiken är att ethos och pathos regelbundet dominerade logos, som ofta var begränsad till frågor i samband med stasis-teorin. Den framgångsrike talaren skulle enkelt dölja sin brist på bevis, logos, med hjälp av ethos och pathos genom att uppröra jurymedlemmar, försätta dem i en emotionell frenesi som kortslöt deras logiska tänkande.
Majoriteten av vad vi vet om retorik och vältalighet är baserad på ciceronianska riktlinjer, och om man undersöker Ciceros tal för att få insikt i den retoriska praktiken måste man komma ihåg att han reviderade dem, kanske kraftigt, innan de publicerades. Talen är simuleringar som utan tvekan varierar från de verkliga talen på flera sätt. Trots detta verkar det säkert att i de flesta fall anta att talens globala egenskaper – organisationer och användning av bevis, till exempel – inte förändrades mycket då Cicero skrev ut dem i reviderad form. Av särskilt intresse är ljuset dessa tal kastar på användningen av retoriska bevis. Vare sig man analyserar ett politiskt tal eller ett rättsligt tal, finner man att Aristoteles artificiella bevis – ethos, pathos och logos – tenderade att tolkas i enlighet med Ciceros uppfattning att syftet med den juridiska retoriken var probare, delectare och flectere – att bevisa, att glädja och att övertala.

## Utmärkelser
Asteroiden 9446 Cicero är uppkallad efter honom.

## Verk översatta till svenska
- En väns tankar om vänskap, övers. av Gustaf Lyth, Stockholm AB Nordiska Bokhandeln i Distribution, Centraltryckeriet Stockholm, 1904
- Om en ståthållares plikter, övers. av Axel Dahlman, Nya Wermlands Tidningens AB, Karlstad, 1926
- Valda brev, övers. av Gabriel Sjögren, 1954
- Cicero inför Caesar: en episod från år 46 f.Kr. några brev och talet Pro Marcello, med inledning och kommentar av Elmo Lindholm, 1954
- Ur Ciceros tankevärld, urval av Birger Edmar, 1957
- Urval ur Ciceros brevväxling, med inledning och förklaringar utg. av Erik Wistrand, 1958
- Samtliga brev (4 volymer); från latinet till svenska av Gabriel Sjögren, 1963
- Om ålderdom; Om vänskap, orig. texterna med sv. övers. jämte inl. o. anm. av Tore Janson (Cato major sive De senectute, med latinsk och svensk parallelltext), 1968
- Samtal i Tusculum 1-2; svensk tolkning, inledning och kommentarer av Ebbe Linde (Disputationes Tusculanae), 1970
- Samtal i Tusculum : 3-5; svensk tolkning, inledning och kommentarer av Ebbe Linde, 1971
- Tre politiska tal, övers. samt inledning och kommentar av Bertil Cavallin (Kranstalet/ Demosthenes. Femte talet mot Verres; Talet för Marcellus. Peri tou stephanou; Actionis in C. Verrem secundae liber quintus; Pro M. Marcello oratio), 1973
- Sex tal inför senaten och folket: talen mot Catilina, talet för Sextus Roscius från Ameria, talet för Titus Annius Milo; översättning samt inledning och kommentar av Bertil Cavallin, 1975
- Om Talaren, första boken, översatt från latin av Birger Bergh, 2008; andra boken, översatt av Birger Bergh och Anders Piltz, 2009; tredje boken, översatt av Anders Piltz, 2009.
- När allt gick under, urval brev översatta av Eric Cullhed, 2017.
- Om plikterna (De officiis), översättning av Magnus Wistrand, (Bokförlaget Daidalos 2021).
- Om staten och om lagarna, översättning av Magnus Wistrand, (Bokförlaget Daidalos 2023).
- Om ödet (De fato), översättning av Lars Nyberg, (Bokförlaget Augusti 2024).
- Brutus, översättning av Martina Björk, (Bokförlaget Augusti 2025).